# Enrique Graue
Enrique Luis Graue Wiechers (Ciudad de México, 9 de enero de 1951) es un médico oftalmólogo y académico mexicano. Desde el 17 de noviembre de 2015 y hasta el 16 de noviembre de 2023, se desempeñó como rector de la Universidad Nacional Autónoma de México, designado para el periodo 2015-2019 y reelegido por la Junta de Gobierno de esa institución el 8 de noviembre de 2019 para el periodo 2019-2023.

## Datos biográficos

### Primeros estudios
Nació en una familia judía de origen alemán, cursó sus estudios de bachillerato en la Escuela Nacional Preparatoria, Plantel 4 "Vidal Castañeda y Nájera", de la UNAM. Ingresó a la Facultad de Medicina de la misma universidad, donde obtuvo el título de médico cirujano en 1975. Obtuvo luego, en 1978, el título de especialista en oftalmología, por parte del Consejo Mexicano de Oftalmología, A.C. Posteriormente realizó una estancia en el área de biología y cirugía de trasplante de córnea en la Universidad de Florida, en los Estados Unidos.

### Docencia y dirección de la Facultad de Medicina
Inició su práctica docente en la Facultad de Medicina en 1975, fue coordinador del Comité Académico de Oftalmología y posteriormente Jefe de la División de Estudios de Posgrado e Investigación, de 2004 a 2008. El 22 de enero de 2008, la Junta de Gobierno de la UNAM lo designó director de la Facultad de Medicina, y en 2012 fue elegido para un segundo periodo.
Durante su gestión como director de esa facultad, retomó los trabajos emprendidos en la administración de José Narro Robles, encaminados a la reforma del plan de estudios, que se modificó en el 2010. El plan aprobado se caracteriza por estar enfocado en el desarrollo de competencias, que actualiza los contenidos de las asignaturas básicas y genera otras nuevas con un enfoque que responde al perfil epidemiológico de la población mexicana. En el posgrado se alcanzó el máximo histórico de residentes inscritos, con más de 9000 alumnos. Se reafirmaron acuerdos con el sector salud para fortalecer las decisiones de los comités académicos de las especialidades y para mejorar constantemente las sedes hospitalarias. Además, el Palacio de la Escuela de Medicina fue dotado de nuevas salas, con el objetivo de hacer accesibles ofertas culturales, e incrementó sus visitas a 250 000 por año.

### Investigación
En el área de investigación, fortaleció su desarrollo a través de la renovación de las unidades mixtas de servicio e investigación y docencia, además de desarrollar dos unidades más: la de Estudios Sociomédicos y Económicos y la Clínica de Atención Preventiva del Viajero (Terminal 2 del AICM). En noviembre de 2015 tenía 119 artículos publicados en revistas científicas arbitradas.

### Cargos y nombramientos
Ha sido miembro y representante del sector educativo (UNAM), en diversas juntas de gobierno de los Institutos Nacionales de Salud. Es también representante de la Universidad Nacional ante el Consejo de Salubridad General, integrante titular del Consejo Consultivo de Salud del Distrito Federal. Es miembro y ha sido presidente de diversas sociedades nacionales e internacionales de su especialidad: presidente de la Sociedad Mexicana de Oftalmología (1990), presidente del Consejo Mexicano de Oftalmología (2005-2006), presidente de la Asociación Panamericana de Oftalmología (2005-2007) y vicepresidente del Consejo Internacional de Oftalmología del 2014 a la fecha.
Pertenece a la Academia Mexicana de Cirugía y es presidente de la Academia Nacional de Medicina.
Ha ocupado diversos cargos en el Instituto de Oftalmología Fundación Conde de Valenciana, cuyo patronato preside hasta la actualidad; dicho instituto representa un referente en el campo de la oftalmología en América Latina. Fue presidente de la Academia Nacional de Medicina (2015-2016) y asesor internacional del Comité de Investigación del Instituto Nacional del Ojo, en los Estados Unidos (2006).

### Rectoría de la UNAM
El 6 de noviembre del 2015, fue designado rector de la Universidad Nacional Autónoma de México, cargo que asumió el 17 de noviembre de ese mismo año.

#### Presidencia Honoraria de los Pumas de la UNAM
El 17 de noviembre del 2015, fue reconocido por el Patronato y la Asamblea de Socios del Club Universidad Nacional, como presidente honorario, siendo quien toma las decisiones más importantes para el equipo de fútbol en su administración: ejecutiva, operativa y deportiva.

## Publicaciones
- Oftalmología en la práctica de la medicina general. McGraw Hill. Cuarta edición, ocho reimpresiones.
- Educación en las residencias médicas. ETM. 2010.
- Educación médica. Teoría y práctica. Elsevier. 2015.
- 6 capítulos en libros de proyección internacional[5]
- 22 capítulos en libros de proyección nacional[5]
- Más de 120 artículos en revistas nacionales e internacionales[5]

## Premios y reconocimientos
- Premio González Castañeda, Academia Mexicana de Cirugía, 1988.
- Honor Award de la American Academy of Ophthalmology, 2000.
- Profesor Honorario de la Universidad Nacional Federico Villarreal (Lima, Perú, 2006), por dictamen de su Consejo Universitario.
- Premio Elias Sourasky de la Fundación Mexicana para la Salud, 2009.
- Académico Correspondiente Extranjero y miembro de mérito de la Real Academia Nacional de Medicina de España, 2012.
- Miembro del Royal College of Physicians (Reino Unido, 2013)
- Medalla Gradle for Good Teaching, por méritos en la educación, otorgada por la Asociación Panamericana de Oftalmología (2015).
- Miembro titular de la Real Academia de Sevilla
- Miembro titular de la Real Academia de Cataluña
- Miembro titular del Instituto Barraquer de Barcelona, España.
- Miembro de la Academia Ophthalmologica Internationalis, el único mexicano que ha ocupado un sillón.
- Miembro de ocho comités editoriales de revistas indexadas nacionales e internacionales
- Miembro de la Academia Mexicana de Cirugía (1987)
- Miembro de la Academia Nacional de Medicina en México
- Doctorado honoris causa, a ser otorgado por la Universidad de Sevilla el 5 de mayo del 2023.[8][9]